# Schwäbisch Hall (distrito)
Schwäbisch Hall é um distrito da Alemanha, na região administrativa de Estugarda , estado de Baden-Württemberg.

## Cidades e Municípios
- Cidades:

1. Crailsheim
2. Gaildorf
3. Gerabronn
4. Ilshofen
5. Kirchberg an der Jagst
6. Langenburg
7. Schrozberg
8. Schwäbisch Hall
9. Vellberg

- Municípios:

1. Blaufelden
2. Braunsbach
3. Bühlertann
4. Bühlerzell
5. Fichtenau
6. Fichtenberg
7. Frankenhardt
8. Kreßberg
9. Mainhardt
10. Michelbach an der Bilz
11. Michelfeld
12. Oberrot
13. Obersontheim
14. Rosengarten
15. Rot am See
16. Satteldorf
17. Stimpfach
18. Sulzbach-Laufen
19. Untermünkheim
20. Wallhausen
21. Wolpertshausen